# Lethades kukakensis
Lethades kukakensis là một loài tò vò trong họ Ichneumonidae.